# 新松奇縣

49°37′26″N 20°41′50″E / 49.62389°N 20.69722°E
新松奇縣（波蘭語：Powiat nowosądecki），是波蘭的縣份，位於該國東南部，由小波蘭省負責管轄，首府設於新松奇，面積1,550平方公里，2006年人口197,718，人口密度每平方公里130人。